# 阪神電氣鐵道
阪神電氣鐵道股份有限公司（日语：／ Hanshin Denki Tetsudō */?），簡稱阪神電氣鐵道或阪神，是連結日本大阪府大阪市梅田及兵庫縣神戶市三宮的大手私鐵，母公司為阪急阪神控股。阪神電器鐵道因經營日本職棒中央聯盟的阪神虎而知名。

## 歷史
2025年3月10日，阪神電氣鐵道宣布將於2027春季推出對號座位的付費服務，並預計引進新型的急行列車阪神3000系電聯車。
2025年4月1日，阪急電鐵與阪神電鐵共同將列車運行及各站使用的電力全部轉換成由可再生能源所產生的電力，以達成淨零排放的目標。2025年4月12日為阪神電氣鐵道本線開業的120周年。

## 路線列表

路線圖

### 現有路線
阪神電氣鐵道營運中的所有路線均使用1435mm標準軌及1500伏特直流電架空電車線。
| 路線記號 | 中文線名   | 日文線名 | 起點             | 終點                 | 距離（公里） | 備註                                                                     |
| -------- | ---------- | -------- | ---------------- | -------------------- | ------------ | ------------------------------------------------------------------------ |
| HS       | 本線       |          | 大阪梅田（HS01） | 元町（HS33）         | 32.1         |                                                                          |
| HS       | 阪神難波線 |          | 尼崎（HS09）     | 大阪難波（HS41）     | 10.1         | 西九條站至大阪難波站是第2種鐵道事業者，西大阪高速鐵道是第3種鐵道事業者。 |
| HS       | 武庫川線   |          | 武庫川（HS12）   | 武庫川團地前（HS51） | 1.7          |                                                                          |
| HS       | 神戶高速線 |          | 元町（HS33）     | 西代（HS39）         | 5.0          | 第2種鐵道事業者。神戶高速鐵道是第3種鐵道事業者。                         |

#### 廢止路線
- 北大阪線：野田 - 天神橋筋六丁目
- 國道線：野田 - 東神戶
- 甲子園線：上甲子園 - 甲子園 - 浜甲子園 - 中津濱
- 尼崎海岸線：出屋敷 - 東浜
- 武庫川線： 武庫川 - 武庫大橋 - （國鐵）西之宮（武庫大橋 - 西ノ宮間國鐵直通貨運列車限定運行）

#### 未成線
- 今津出屋敷線：高洲 - 洲先 - 濱甲子園 - 今津
- 尼崎寶塚線（寶塚尼崎電氣鐵道）：尼崎 - 寶塚
- 第二阪神線：梅田 - 千鳥橋 - 尼崎 - 三宮 - 湊川

## 車輛

### 現有車輛
- 可直通近畿日本鐵道難波線、奈良線，山陽電氣鐵道本線以及網干線的車型
  - 1000系（快速急行、直通特急、特急、急行、區間準急 6連・2連，最大可加掛至10輛編成）
  - 9000系（快速急行、直通特急、特急、急行、區間準急 6連）
- 僅可直通山陽電氣鐵道本線以及網干線的車型
  - 9300系（直通特急、特急、急行、區間準急 6連）
- 僅限於阪神電氣鐵道內運行的車型
  - 5500系（普通 4連）
  - 5500系R（普通 4連）
  - 5700系（普通 4連）

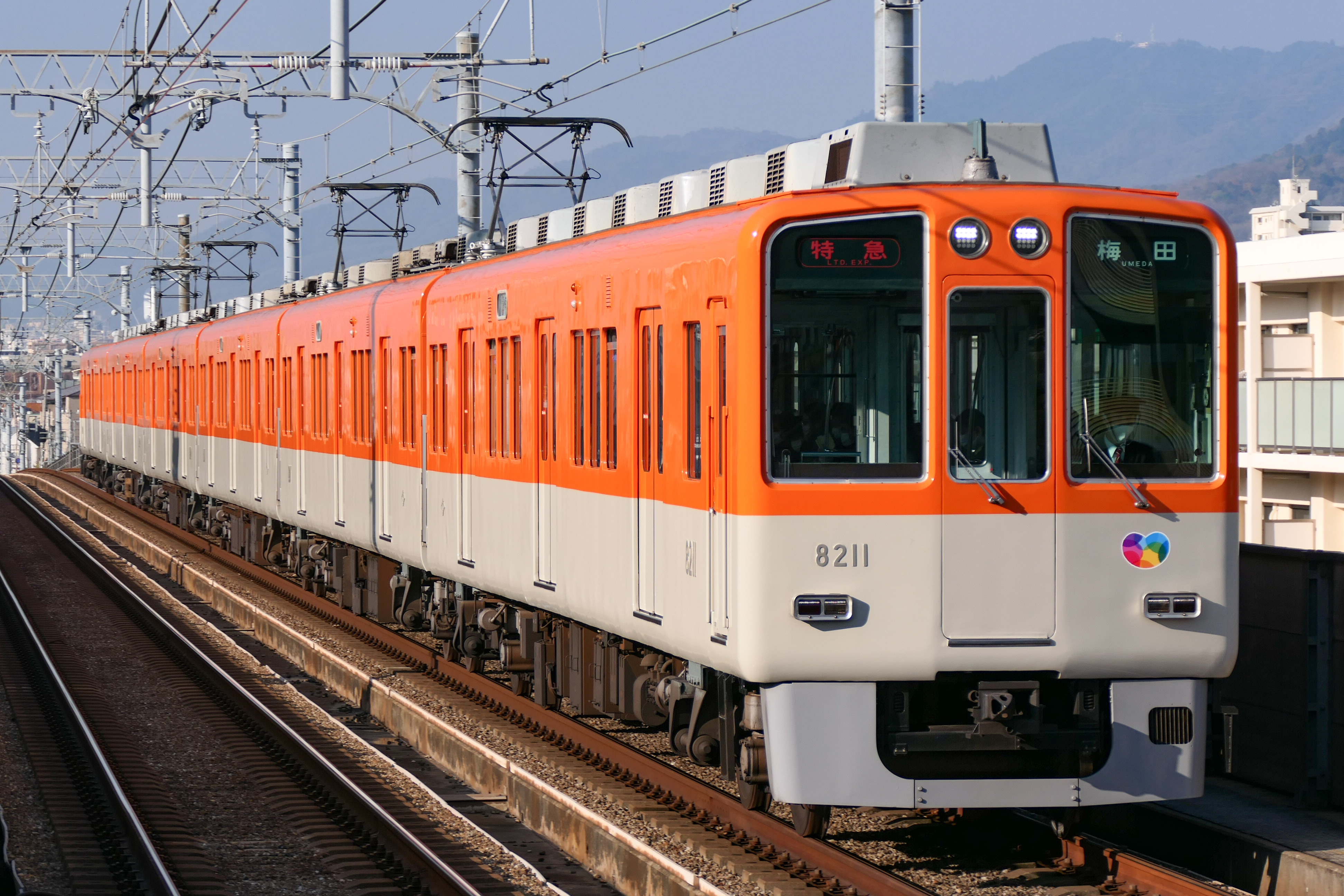
8000系
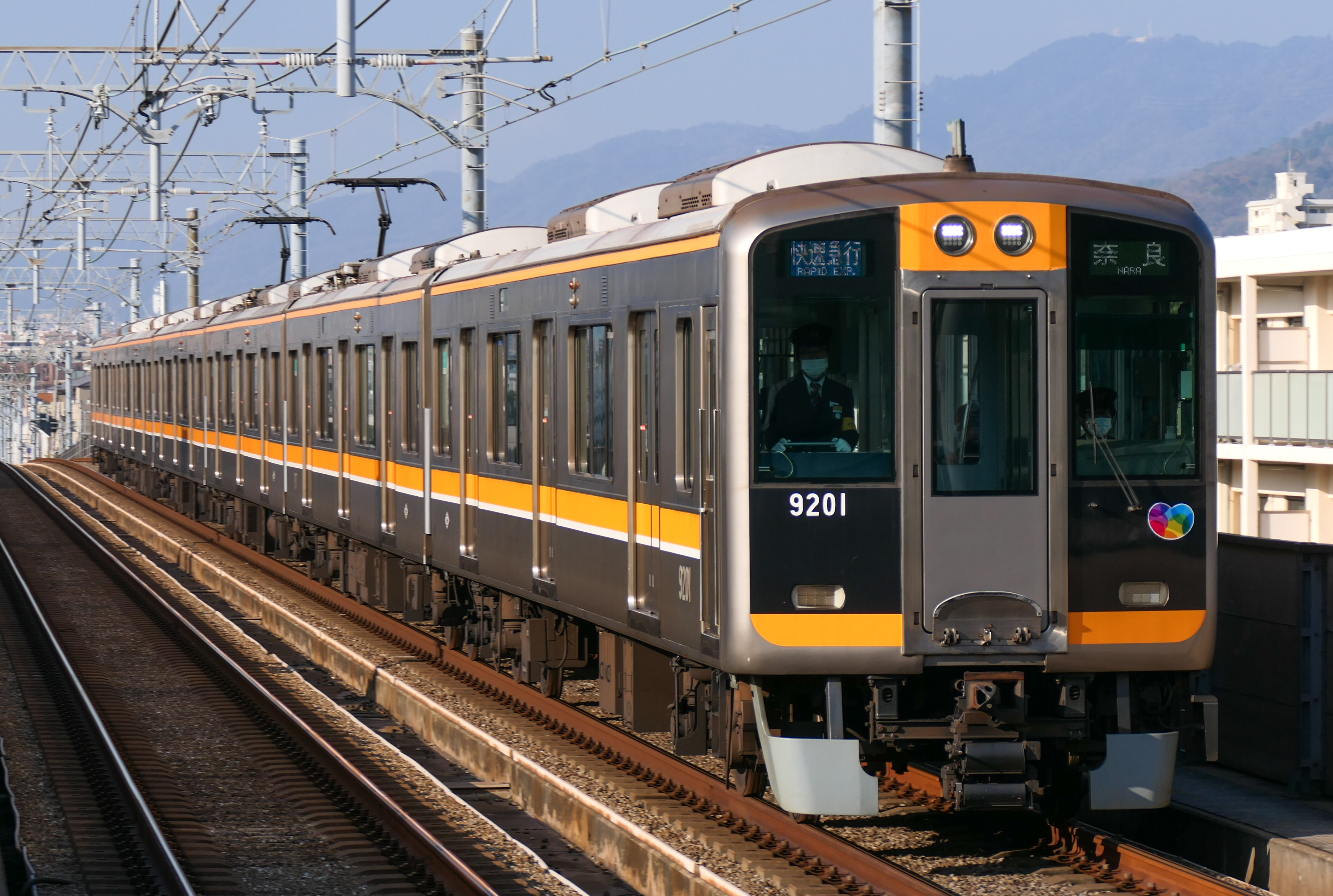
9000系
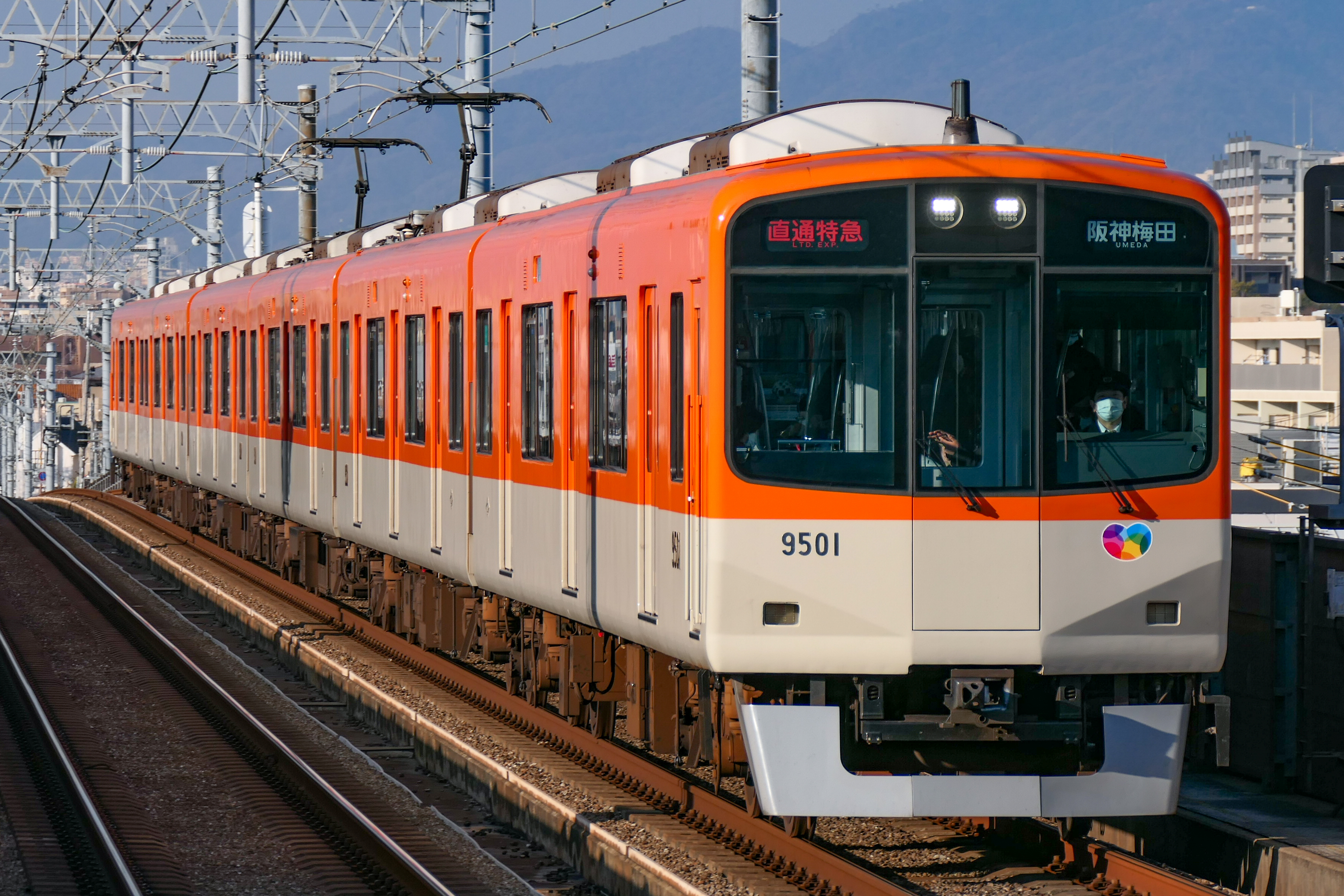
9300系
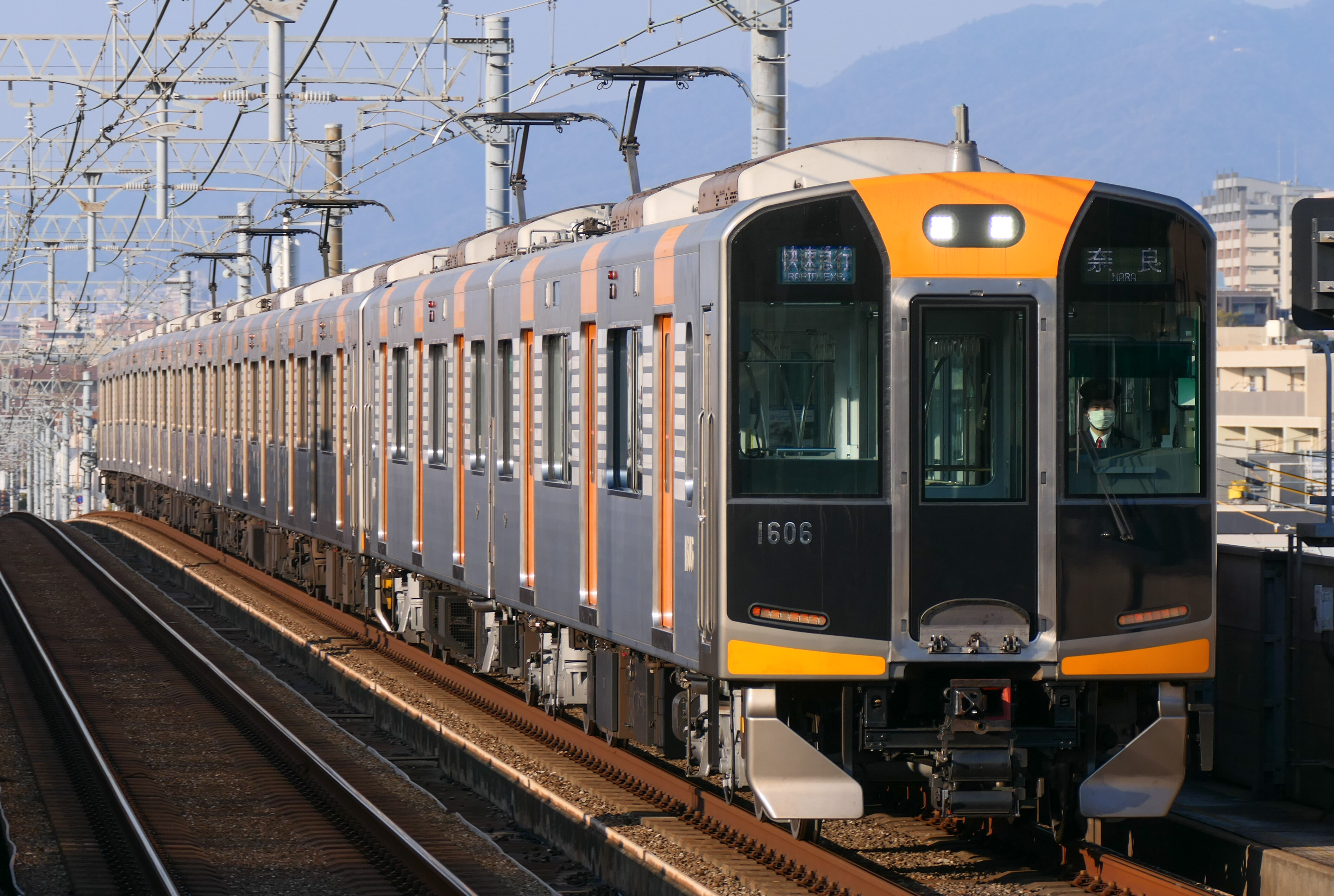
1000系
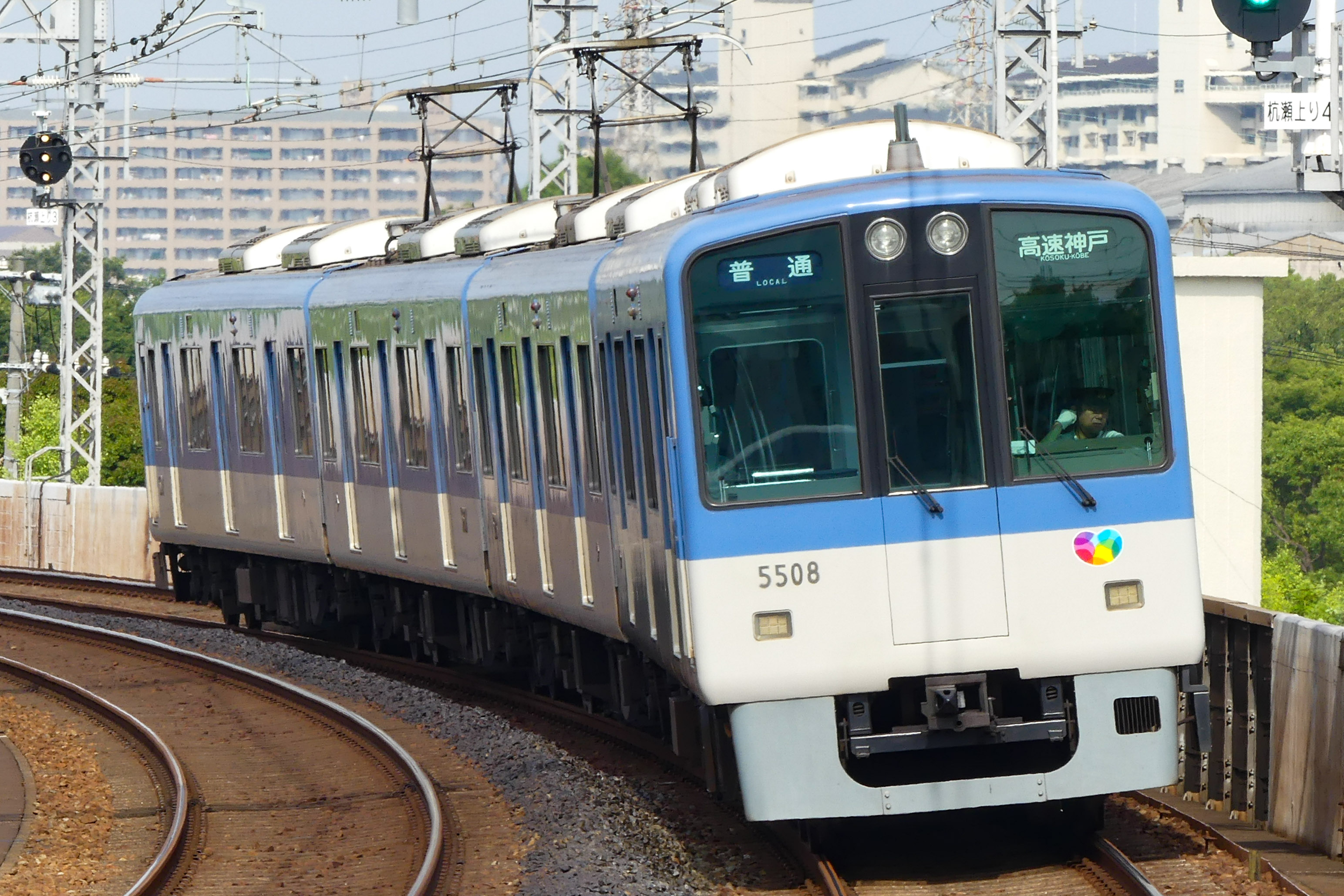
5500系
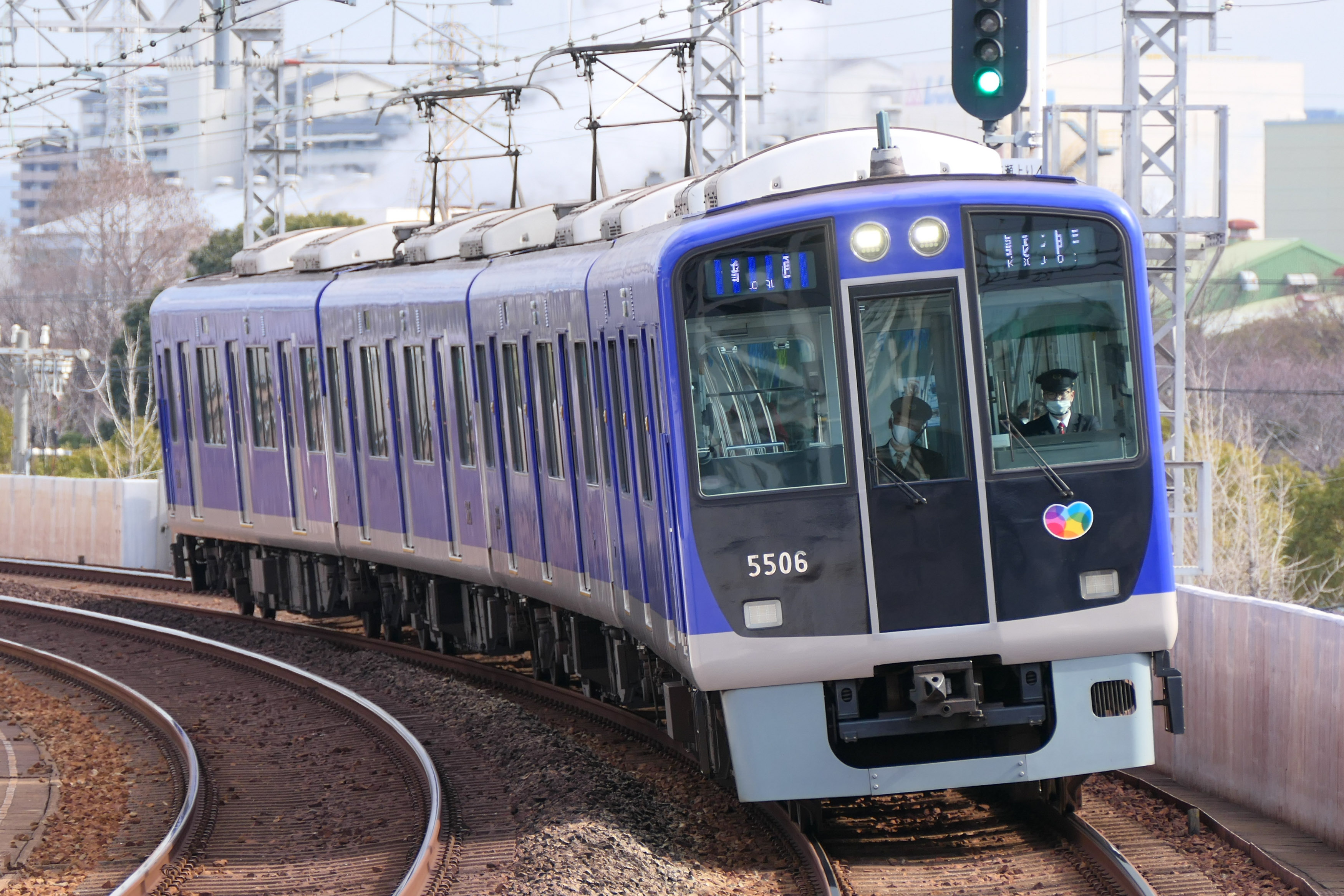
5500系R
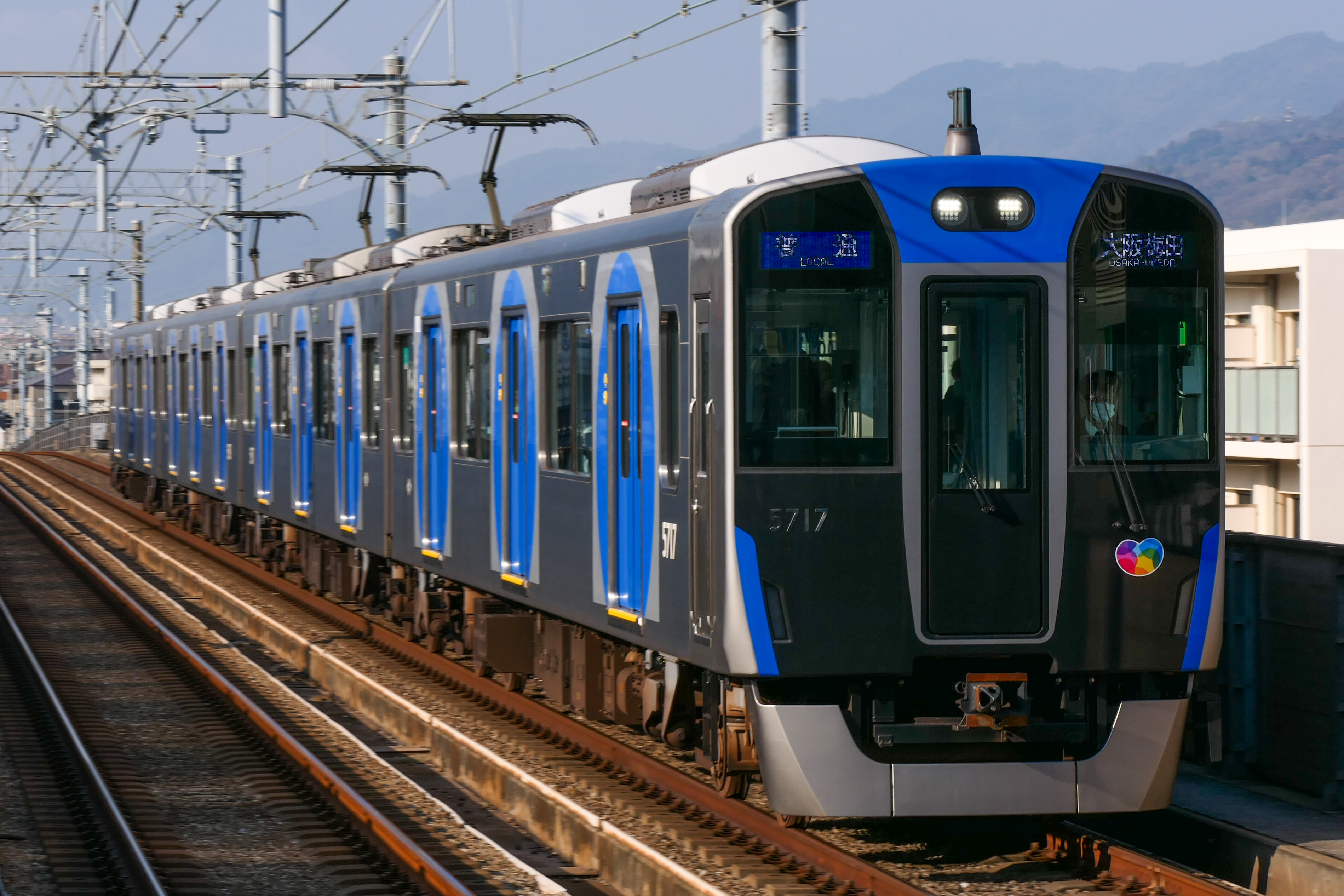
5700系

### 外來車輛
- 近畿日本鐵道（快速急行、急行、區間準急、準急用車，行駛區間：阪神神戶三宮~近鐵奈良）
  - 9020系（快速急行、急行、區間準急、準急 4連，可與6輛編成9820系併結）
  - 9820系（快速急行、急行、區間準急、準急 6連，可與4輛編成9020系併結）
- 近畿日本鐵道（特急用車，行駛區間：阪神神戶三宮~近鐵鳥羽/近鐵賢島）
  - 22600系（指定席特急，僅4節編組的AF01、AF02編組以及2節編組的AT51、AT52編組可駛入阪神電鐵區間，採包車方式運行，最大可加掛至8輛編成）
- 山陽電氣鐵道
  - 5000系（直通特急、特急、S特急 4連・6連）
  - 5030系（直通特急、特急 6連）
  - 6000系（直通特急、特急、S特急 3連・4連・6連）

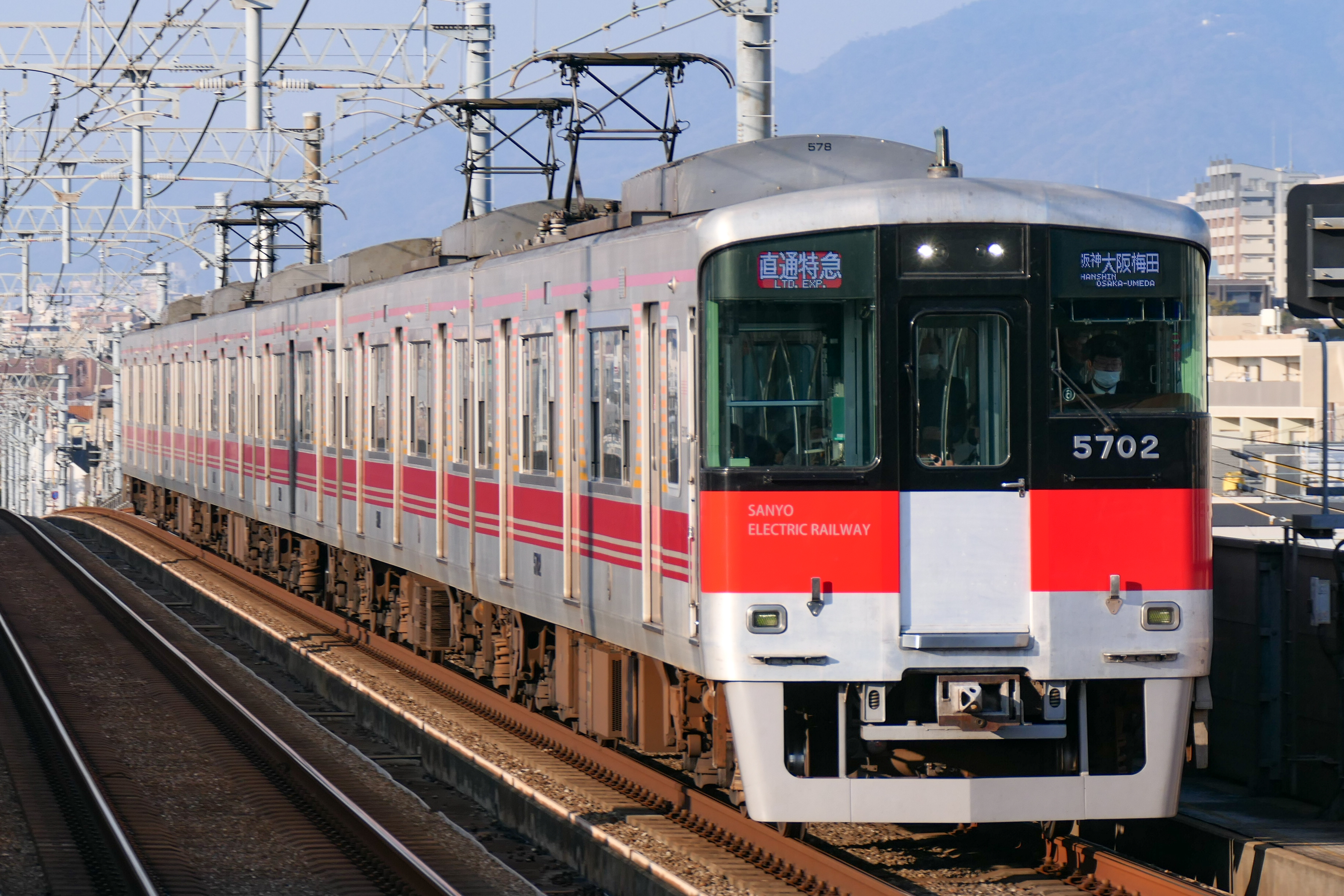
5000系
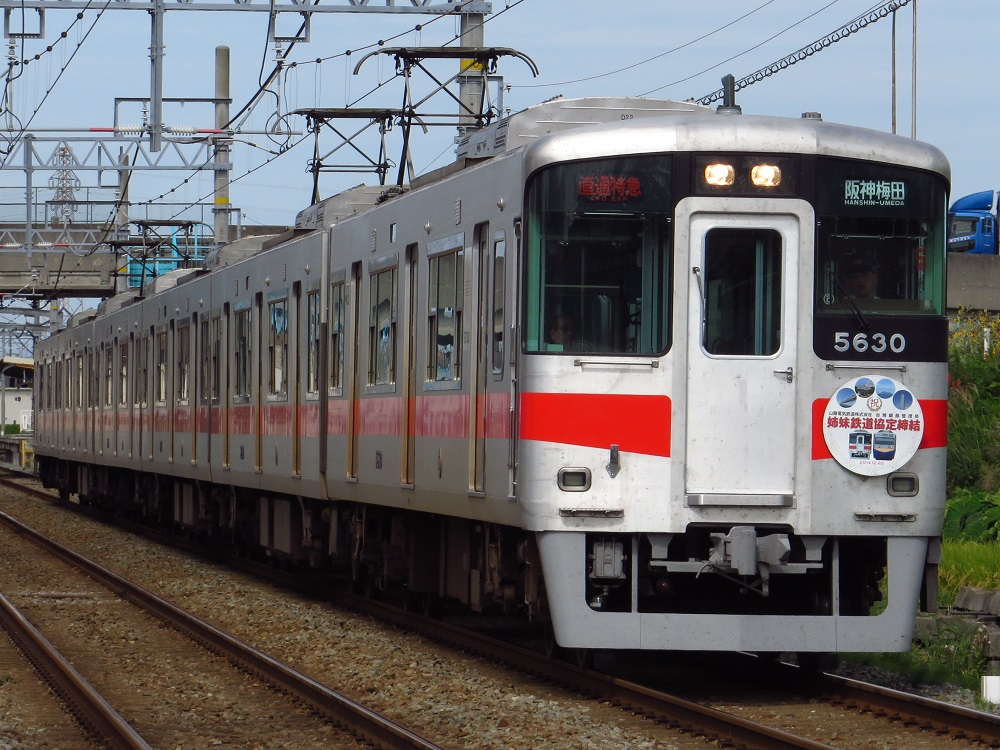
5030系
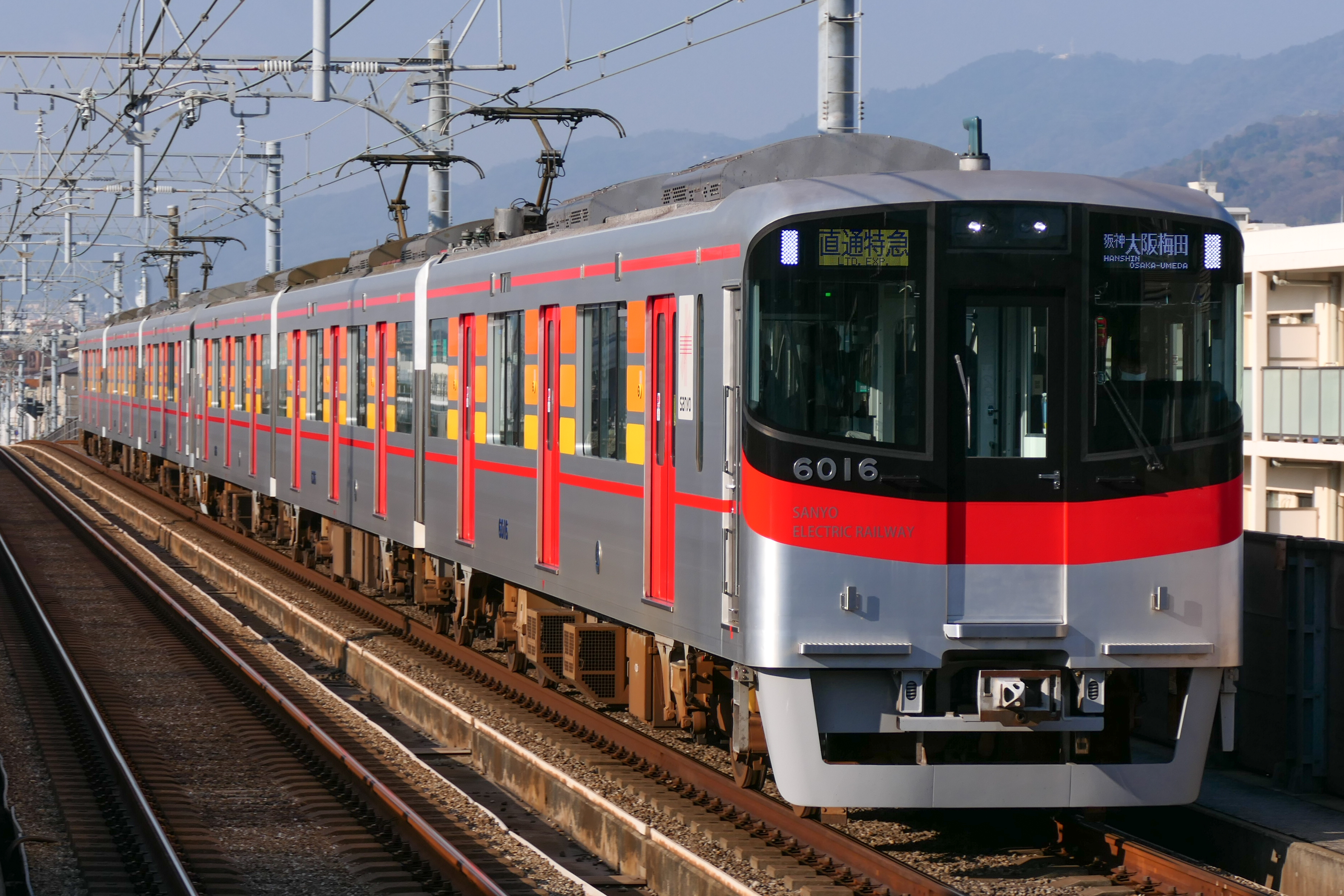
6000系
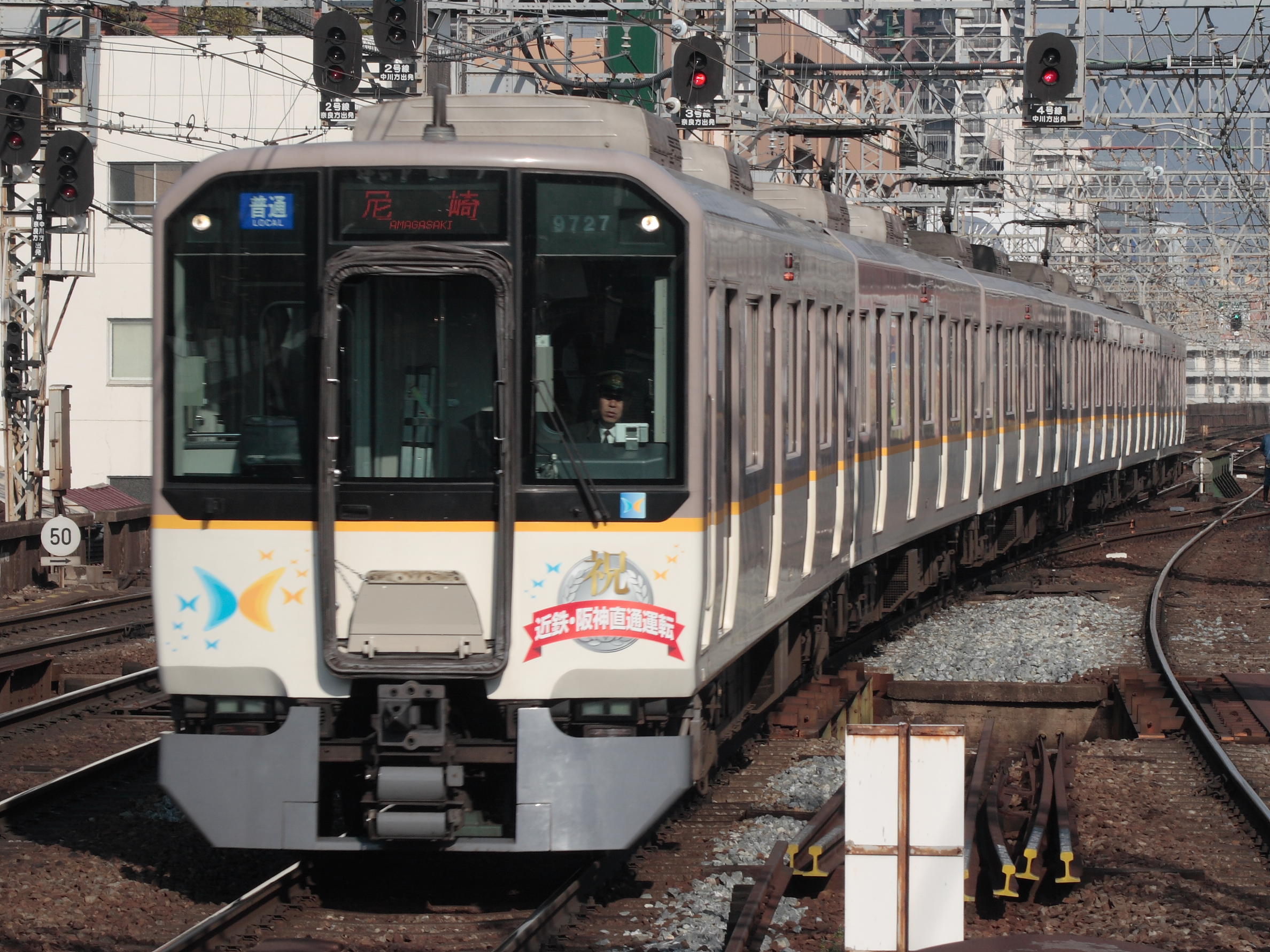
9020系・9820系
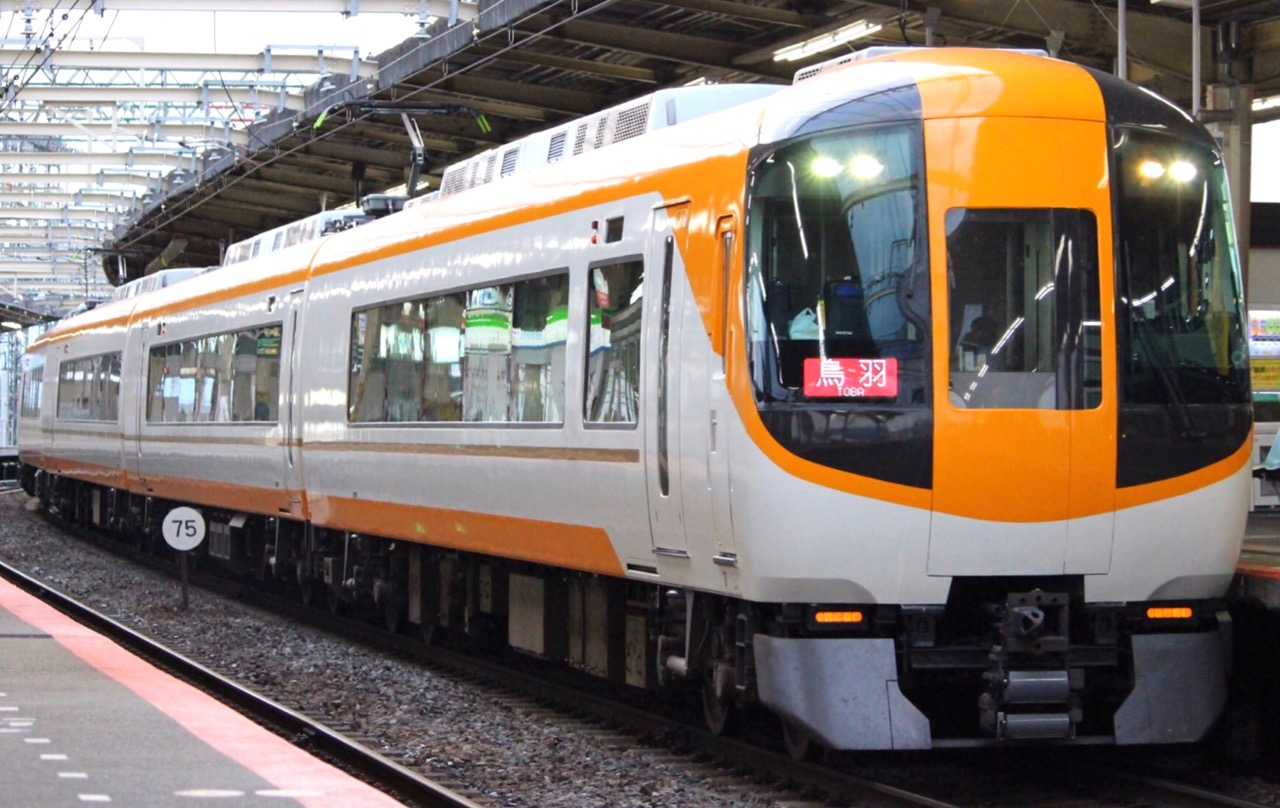
22600系（4節編組）
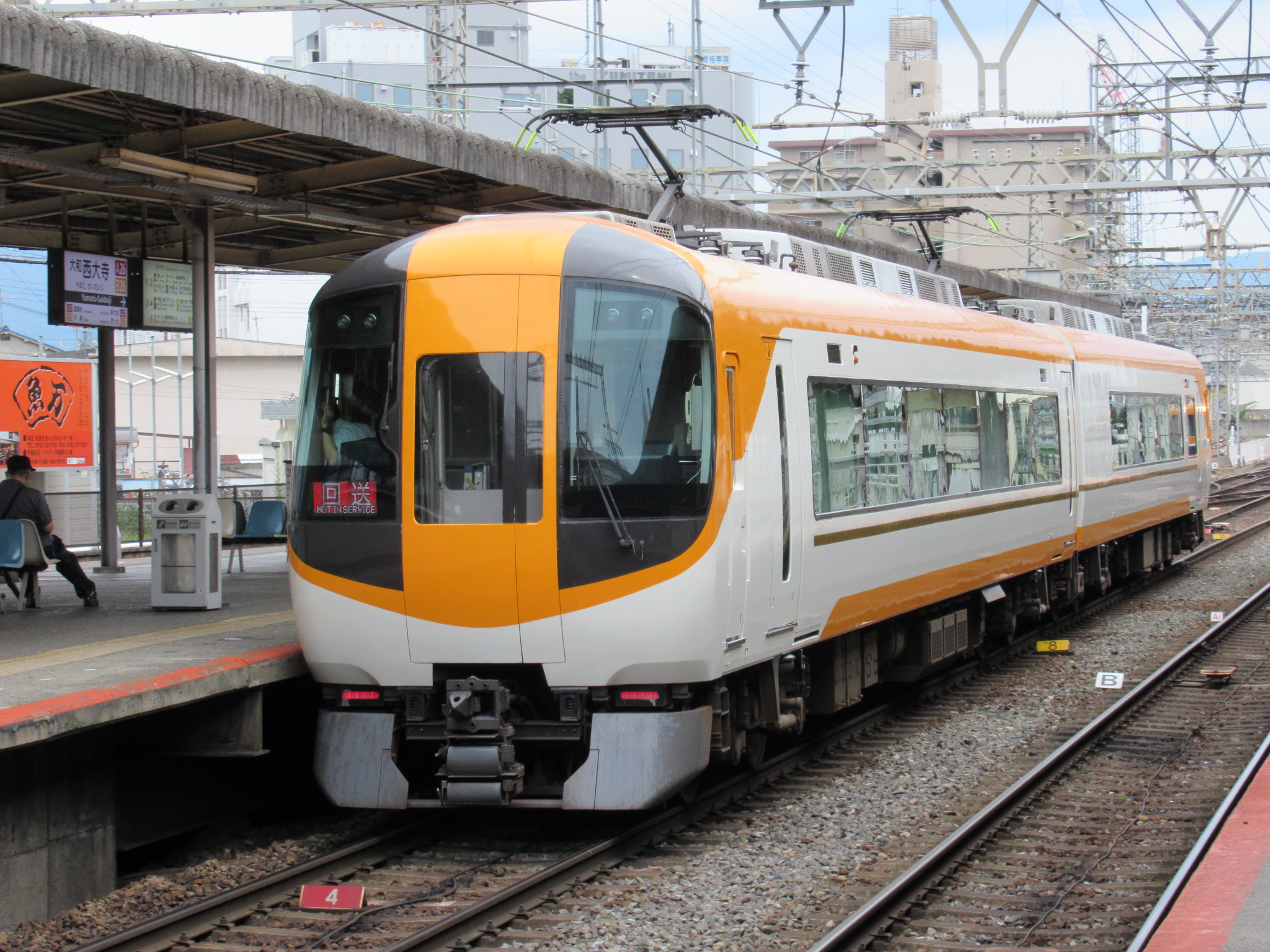
22600系（2節編組）

### 退役車輛
2025年2月10日，第2代阪神5001型電聯車因車體老化等原因，在當日進行最後一次運轉後退役。

## 外部連結
- 阪神集團 （页面存档备份，存于）
- 阪神電車（鉄道事業） （页面存档备份，存于）
- 阪急阪神控股集團 （页面存档备份，存于）